# Ligusticum nematophyllum
Ligusticum nematophyllum är en flockblommig växtart som först beskrevs av Pimenov och Kljuykov, och fick sitt nu gällande namn av F.T.Pu. Ligusticum nematophyllum ingår i släktet strandlokor, och familjen flockblommiga växter. Inga underarter finns listade i Catalogue of Life.